# Javier Cámara

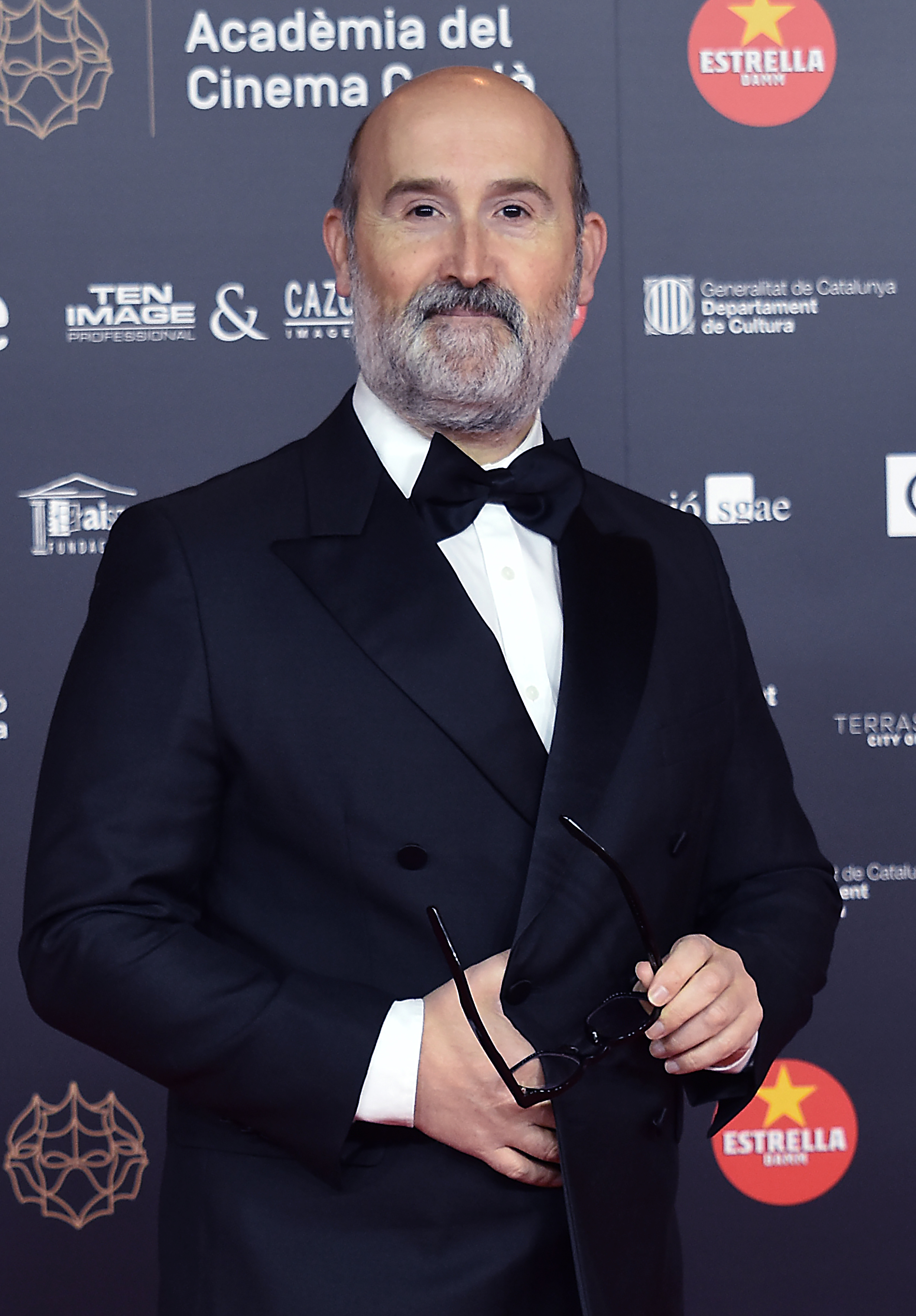
Javier Cámara (2021)

Javier Cámara (* 19. Januar 1967 in Albelda de Iregua, La Rioja) ist ein spanischer Schauspieler. Bekannt wurde er durch seine Rollen in Filmen von Pedro Almodóvar.

## Karriere
Nach Nebenrollen in erfolgreichen Produktionen wie Torrente – Der dumme Arm des Gesetzes und Lucia und der Sex wurde er 2002 mit der Rolle des Benigno Martín in dem Drama Sprich mit ihr bekannt. Von 1999 bis 2006 war er in der Fernsehserie 7 Vidas zu sehen.
Im Jahr 2017 spielte Cámara in der US-Serie Narcos den Chef-Buchhalter des kolumbianischen Cali-Kartells Guillermo Pallomari.
2018 wurde er in die Academy of Motion Picture Arts and Sciences aufgenommen, die jährlich die Oscars vergibt.

## Filmografie (Auswahl)
- 1996: Verliebt, vertauscht, verheiratet (Pon un hombre en tu vida)
- 1997: Tun wir’s oder nicht? (Eso)
- 1998: Torrente – Der dumme Arm des Gesetzes (Torrente: El brazo tonto de la ley)
- 1999–2006: 7 vidas (Fernsehserie, 88 Folgen)
- 2001: Lucia und der Sex (Lucía y el Sexo)
- 2002: Sprich mit ihr (Hable con ella)
- 2003: Die Torremolinos Homevideos (Torremolinos 73)
- 2003: Viel Theater um George W. Bush (Los abajo firmantes)
- 2004: La mala educación – Schlechte Erziehung (La mala educación)
- 2005: Das geheime Leben der Worte (La vida secreta de las palabras)
- 2006: Paris, je t’aime (Episode Bastille)
- 2006: Alatriste
- 2006: Ficció
- 2007: Susos Turm (La torre de Suso)
- 2008: Chefs Leckerbissen (Fuera de carta)
- 2012: Ein Freitag in Barcelona (Una pistola en cada mano)
- 2013: Yesterday Never Ends
- 2013: Fliegende Liebende (Los amantes pasajeros)
- 2013: Vivir es fácil con los ojos cerrados
- 2015: Ab nach Deutschland (Perdiendo el norte)
- 2015: Freunde fürs Leben (Truman)
- 2016: The Queen of Spain (La reina de España)
- 2016: The Young Pope (Fernsehserie, 10 Folgen)
- 2017: Narcos (Fernsehserie, 6 Folgen)
- 2018: Ein Wunder (Il Miracolo) (Fernsehserie, 8 Folgen)
- 2019: Perdiendo el este
- 2020: The New Pope (Fernsehserie, 9 Folgen)
- 2020: Homemade (Fernsehserie, 1 Folge)
- 2020: Sentimental
- 2022–2024: Rapa (Fernsehserie, 3 Staffeln)

## Auszeichnungen (Auswahl)
Goya
- 1999: Nominierung in der Kategorie Bester Nachwuchsdarsteller für Torrente – Der dumme Arm des Gesetzes
- 2003: Nominierung in der Kategorie Bester Hauptdarsteller für Sprich mit ihr
- 2004: Nominierung in der Kategorie Bester Hauptdarsteller für Die Torremolinos Homevideos
- 2006: Nominierung in der Kategorie Bester Nebendarsteller für Das geheime Leben der Worte
- 2009: Nominierung in der Kategorie Bester Hauptdarsteller für Chefs Leckerbissen
- 2014: Bester Hauptdarsteller für Vivir es fácil con los ojos cerrados
- 2016: Bester Nebendarsteller für Freunde fürs Leben
- 2021: Nominierung in der Kategorie Bester Hauptdarsteller für Sentimental

Europäischer Filmpreis
- 2002: Nominierung in der Kategorie Bester Darsteller für Sprich mit ihr
- 2002: Jameson-Publikumspreis in der Kategorie Bester Darsteller für Sprich mit ihr
- 2016: Nominierung in der Kategorie Bester Darsteller für Freunde fürs Leben

Weitere
- 2015: Silberne Muschel in der Kategorie Bester Darsteller beim Festival Internacional de Cine de San Sebastián für Freunde fürs Leben
- 2016: Gaudí in der Kategorie Bester Nebendarsteller für Freunde fürs Leben
- 2020: Ehrenpreis bei der Semana Internacional de Cine de Valladolid